# Zalaegerszegi TE
El Zalaegerszegi Torna Egylet (en español: Asociación de Gimnasia de Zalaegerszeg), es un club de fútbol húngaro de la ciudad de Zalaegerszeg. Fue fundado en 1920 y disputa sus partidos como local en el ZTE Arena, con capacidad para 14 000 espectadores. Su uniforme tradicional es totalmente blanco. Actualmente juega en la Nemzeti Bajnokság I, la primera división húngara.
Pese a la antigüedad del club, sus actuaciones en el fútbol húngaro no fueron exitosas hasta entrado el siglo XXI. En 2002, el equipo, también conocido como ZTE, se proclamó campeón nacional de liga por primera vez en su historia tras superar en dos puntos al Ferencvárosi TC. En su primera participación en la Liga de Campeones de la UEFA fue eliminado por el Manchester United en la fase previa. En 2007 alcanzó el tercer puesto en liga y en 2010 fue subcampeón de la Copa de Hungría, pero en 2012 descendió a la Nemzeti Bajnokság II.

## Historia
Los orígenes del club se remontan a 1912, en la época del Imperio Austro-Húngaro. Su primer partido fue una derrota por 4-2 ante un equipo de Vasvár. El equipo fue compuesto por miembros de una sociedad literaria y de debate. El Zalaegerszegi TE floreció bajo las órdenes de József Vadasz, pero la Primera Guerra Mundial frenó su progreso. En 1920 se fundó el Zalaegerszegi TE, o "Gymanistics Club de Zalaegerszeg". Fueron derrotados en su partido de debut, perdiendo por 2-1 ante el AK Szombathely el 21 de agosto de 1920, pero estaban motivados por una multitud de más de 2.000 aficionados.
La historia en el campeonato húngaro del Zalaegerszegi comenzó en 1924, cuando se unieron a la Segunda división húngara. El club ganó el título una década más tarde y entró en la máxima categoría en 1934. Sin embargo, el inicio de la Segunda Guerra Mundial bajo el régimen del almirante Miklós Horthy provocó una nueva interrupción, y tanto el club como el estadio fueron confiscados. Después del conflicto, en 1957, el Zalaegerszegi se fusionó con otros dos equipos locales, lo que indica el renacimiento del club.
A partir de entonces hasta la década de 1990, el ZTE tuvo actuaciones discretas en el campeonato húngaro. La liga fue dominada por el Ferencvárosi TC. En 1994, el Zalaegerszegi logró una buena actuación en la Primera división húngara tras finalizar en octava posición después de ascender esa temporada. Desde entonces no ha vuelto a perder la categoría. Sándor Preisinger fue el máximo goleador de esa temporada 1994–95 de la Nemzeti Bajnokság I con 21 goles.
En la década de 2000 el club llegó a su cenit profesional al ganar la Liga de Hungría por primera vez en la historia. En la temporada 2001-02 el Zalaegrszegi terminó segundo en la primera fase del campeonato con 61 puntos, mientras que sus rivales del MTK Budapest FC sumabaron 64 puntos. En el campeonato de play-off, el Zalaegerszegi se alzó con su primer título ya que sumó 71 puntos, dos más que el Ferencvárosi TC, subcampeón. Krisztián Kenesei y Gábor Egressy fueron las figuras claves del equipo ganador del título al anotar 37 goles entre ellos. En la temporada 2002-03, el Zalaegerszegi no pudo terminar en los primeros seis puestos de la primera fase de la Liga de Hungría, por tanto, tuvieron que jugar en el play-off de descenso, pese a ser el vigente campeón. Finalmente acabó la temporada sin problemas, pero sin poder disputar la reválida del título. En las siguientes temporadas: el ZTE fue noveno, sexta y undécimo, respectivamente.

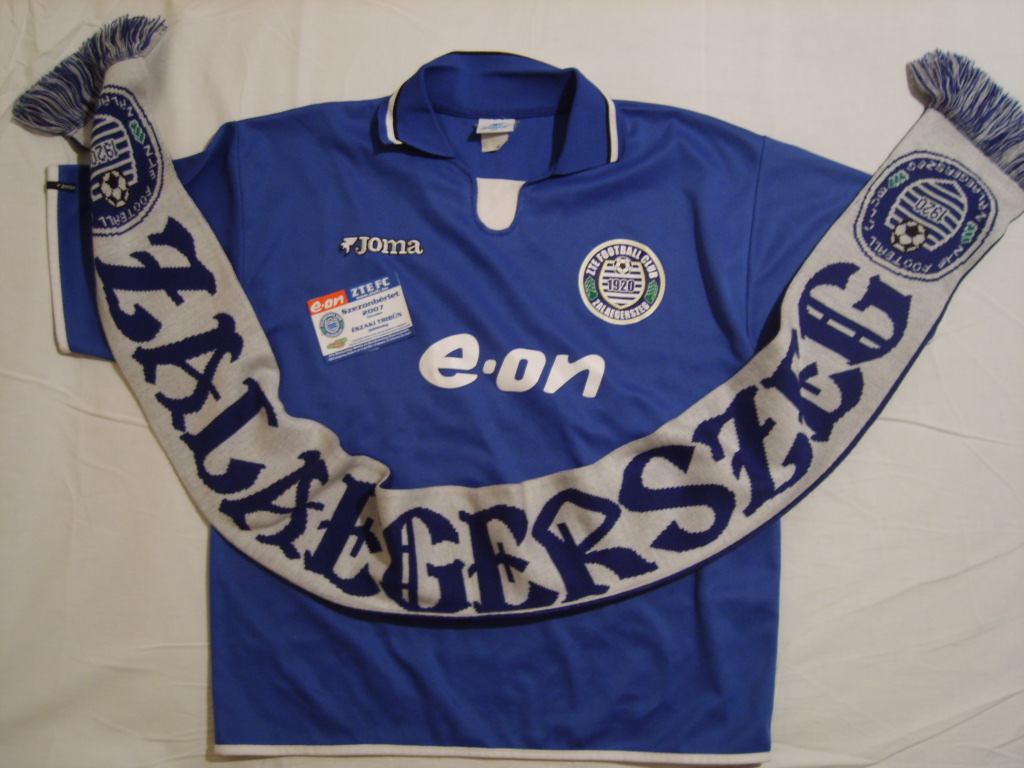
Uniforme del club en la temporada 2006-07.

Mientras, en la Liga de Campeones 2002-03, el Zalaegerszegi entró en segunda ronda, en la que derrotó a los campeones croatas del NK Zagreb gracias a los goles en campo contrario. El primer partido se jugó en el Albert Flórián Stadion y el club ganó por 1-0. El único gol fue anotado por Darko Ljubojević. En el partido de vuelta en Zagreb, el equipo local fue ganando 2-0 cuando en el minuto 87 el Zalaegerszegi provocó un penalti que fue anotado por Flórián Urbán. El ZTE venció al NK Zagreb por el valor doble de los goles anotados como visitante. En la tercera ronda de clasificación, el Zalaegerszegi tuvo que enfrentarse al Manchester United. En el partido de ida, el ZTE logró una sorprendente victoria al ganar por 1-0 en el estadio Ferenc Puskás —el ZTE Arena no cumplía con los requisitos UEFA— con un gol en el último minuto de Béla Koplárovics. Sin embargo, en el partido de vuelta en Old Trafford, el Manchester United ganó con un solvente 5-0. Ruud van Nistelrooy en dos ocasiones, David Beckham, Paul Scholes y Ole Gunnar Solskjær hicieron los goles que eliminaban al equipo húngaro.
En la temporada 2006-07, después de nueve jornadas, el Zalaegerszegi estaba en la parte superior de la tabla de la liga. Al final de la temporada, el club terminó tercero y se aseguró un lugar en la Copa Intertoto 2007. En primavera de 2009 János Csank fue nombrado como entrenador del club y ya había ganado dos títulos de Liga con el Vác y Ferencváros.

## Palmarés

### Torneos nacionales
- Copa de Hungría (1): 2023
- Soproni Liga (1): 2002
- NBII (1): 2019

### Torneos amistosos internacionales
- Trofeo Ciudad de Zamora (1): 1977

## Entrenadores
A continuación se muestran algunos de los entrenadores que ha tenido el club a lo largo de su historia.
- Tibor Palicskó (1978-1980)
- Mihály Lantos (1980-1981)
- Imre Gellei (1983-1986)
- Lajos Garamvölgyi (1996-1998)
- Róbert Glázer (2000-2001)
- Péter Bozsik (2001–03)
- Imre Gellei (2003–06)
- László Dajka (2005-2006)
- Lázár Szentes (2005–06)
- Antal Simon (2006–07)
- Tamás Nagy (2007)
- Slavko Petrović (2007-2008)
- Attila Supka (2008)
- János Csank (2008–11)
- László Prukner (2011–12)
- Sándor Preisinger (2012-)

## Participación en competiciones de la UEFA
| Temporada | Torneo                 | Ronda             | Club              | Casa | Visita | Global  |
| --------- | ---------------------- | ----------------- | ----------------- | ---- | ------ | ------- |
| 1985      | UEFA Intertoto Cup     | Grupo 7           | Górnik Zabrze     | 0–1  | 1–1    |         |
| 1985      | UEFA Intertoto Cup     | Grupo 7           | Young Boys        | 4–0  | 1–4    |         |
| 1985      | UEFA Intertoto Cup     | Grupo 7           | Aarhus GF         | 1–0  | 4–4    |         |
| 2002–03   | UEFA Champions League  | 2° Clasificatoria | Zagreb            | 1–0  | 1–2    | 2–2 (a) |
| 2002–03   | UEFA Champions League  | 3° Clasificatoria | Manchester United | 1–0  | 0–5    | 1–5     |
| 2002–03   | UEFA Cup               | 1                 | GNK Dinamo Zagreb | 1–3  | 0–6    | 1–9     |
| 2007      | UEFA Intertoto Cup     | 1                 | Rubin Kazan       | 0–3  | 0–2    | 0–5     |
| 2010–11   | Europa League          | 1° Clasificatoria | Tirana            | 0–1  | 0–0    | 0–1     |
| 2023–24   | UEFA Conference League | 2° Clasificatoria | Osijek            | 1−2  | 0–1    | 1−3     |

### Récord Europeo
| Torneo                      | Apariciones | J | G | E | P | GF | GC |
| --------------------------- | ----------- | - | - | - | - | -- | -- |
| UEFA Champions League       | 1           | 4 | 2 | 0 | 2 | 3  | 7  |
| UEFA Cup/UEFA Europa League | 2           | 4 | 0 | 1 | 3 | 1  | 10 |
| Copa Intertoto              | 2           | 8 | 2 | 2 | 4 | 11 | 15 |
| UEFA Conference League      | 1           | 2 | 0 | 0 | 2 | 1  | 3  |